# ガンダムウォー
ガンダムウォー（GUNDAM WAR）は、バンダイから発売されていたトレーディングカードゲームの一種。

## 概要
『機動戦士ガンダム』から始まるガンダムシリーズをモチーフにしたトレーディングカードゲーム。バンダイが版権を有するガンダム作品であれば、アニメ・小説・ゲーム・雑誌企画・漫画などあらゆる作品のモビルスーツやキャラクターを、作品の枠を超えて自分の好きなように使うことが出来るのが醍醐味。古いカードから新しいカードまでほぼすべてを使用できる。ただし、公式大会においては使用枚数が制限または禁止されているカードも存在する（後述の#特殊なルール評価・問題点参照）
また、大会で記録を残す強力なカードはほとんどがレアカードに集中しており、勝利することを目的として遊ぶ場合には多くの資産が必要になるのが特徴。
初期の頃は他媒体から流用されたイラストが使用されていたが、シリーズが進むごとにオリジナルの描き起こしイラストが増え、コレクション性が向上している。ユニットのイラストに関しては現在全て新規描き起こしのものが使用されている。
2011年の秋から、ガンダムウォーネグザ（GUNDAM WAR NEX-A）として全面リニューアルされ、ガンダムウォーは販売終了した。
これに伴い旧ガンダムウォーのカードの使用には大幅な制限がかけられ、新ルールにおいて強力な効果を発揮するカードは全て禁止カードに指定された。
ネグザの新ルール下で旧カードを使って遊ぶのは大変困難な状態となっており、実質的にネグザ以前のガンダムウォーのカードは大会では使用不可能な状態となっている。

### 登場作品
- 『機動戦士ガンダム』
  - 劇場版『機動戦士ガンダム』
  - 劇場版『機動戦士ガンダムII 哀・戦士篇』
  - 劇場版『機動戦士ガンダムIII めぐりあい宇宙篇』
  - 『機動戦士ガンダム MS IGLOO』
  - 『機動戦士ガンダム MS IGLOO2 重力戦線』
  - 『GUNDAM THE RIDE』
  - 『ガンダム新体験 グリーンダイバーズ』
  - 『機動戦士ガンダム ギレンの野望』
  - 『機動戦士ガンダム CROSS DIMENSION 0079』
  - 『機動戦士ガンダム外伝 THE BLUE DESTINY』
  - 『機動戦士ガンダム外伝 コロニーの落ちた地で…』
  - 『ジオニックフロント 機動戦士ガンダム0079』
  - 『機動戦士ガンダム戦記 Lost War Chronicles』
  - 『機動戦士ガンダム外伝 宇宙、閃光の果てに…』
  - 『機動戦士ガンダム戦記 (PlayStation 3)』
  - 『機動戦士ガンダム ファントム・ブレット』
- 『機動戦士ガンダム 第08MS小隊』
- 『機動戦士ガンダム0080 ポケットの中の戦争』
- 『機動戦士ガンダム0083 STARDUST MEMORY』
- 『機動戦士Ζガンダム』
  - 『機動戦士Ζガンダム A New Translation -星を継ぐ者-』
  - 『機動戦士ΖガンダムII A New Translation -恋人たち-』
  - 『機動戦士ΖガンダムIII A New Translation -星の鼓動は愛-』
- 『機動戦士ガンダムΖΖ』
- 『機動戦士ガンダム 逆襲のシャア』
- 『機動戦士ガンダムUC』
- 『機動戦士ガンダムF91』
- 『機動戦士Vガンダム』
- 『機動武闘伝Gガンダム』
- 『新機動戦記ガンダムW』
  - 『新機動戦記ガンダムW デュアルストーリー G-UNIT』
  - 『新機動戦記ガンダムW Endless Waltz』
- 『機動新世紀ガンダムX』
- 『∀ガンダム』
  - 『劇場版∀ガンダムI 地球光』
  - 『劇場版∀ガンダムII 月光蝶』
- 『機動戦士ガンダムSEED』
- 『機動戦士ガンダムSEED DESTINY』
  - 『機動戦士ガンダムSEED C.E.73 STARGAZER』
- 『機動戦士ガンダム00』
  - 『劇場版 機動戦士ガンダム00 -A wakening of the Trailblazer-』
  - 『機動戦士ガンダム00外伝』
- 『ADVANCE OF Ζ ティターンズの旗のもとに』
- 『ガンダム・センチネル』
- 『機動戦士ガンダム 閃光のハサウェイ』
- 『機動戦士ガンダムF90』
  - 『機動戦士ガンダムF91 フォーミュラー戦記0122』
  - 『機動戦士ガンダム シルエットフォーミュラ91』
- 『機動戦士ガンダム THE ORIGIN』
- 『機動戦士ガンダム エコール・デュ・シエル 天空の学校』
- 『機動戦士ガンダム C.D.A. 若き彗星の肖像』
- 『機動戦士クロスボーン・ガンダム』
  - 『機動戦士クロスボーン・ガンダム スカルハート』
  - 『機動戦士クロスボーン・ガンダム 鋼鉄の7人』
- 『機動戦士ガンダムSEED MSV』
- 『機動戦士ガンダムSEED ASTRAY』
  - 『機動戦士ガンダムSEED X ASTRAY』
  - 『機動戦士ガンダムSEED DESTINY ASTRAY』
  - 『機動戦士ガンダムSEED C.E.73 DELTA ASTRAY』
- 『モビルスーツバリエーション』
- 『ハーモニー・オブ・ガンダム』
- 『SDガンダム GGENERATIONシリーズ』
- 『ガンダム・ザ・バトルマスター』
- 『プラモ狂四郎』
- 『ガンダム無双シリーズ』
- 『SDガンダム外伝 ジークジオン編』
- 『SD戦国伝 天と地と』
- 『SDコマンド戦記 G-ARMS』
- 『模型戦士ガンプラビルダーズ ビギニングG』

## カードの種類
各勢力別に「青」「赤」「緑」「黒」「茶」「白」「紫」の七つの勢力に分類される。基本Gと特殊G以外のカードは、特に指定の無い限りはデッキに三枚までしか入れられない。20弾以降はカードに、「クルセイドシステム」と同様細かい特徴が付加されており、それがゲームに影響する場合もある。

### ユニットカード
モビルスーツ、モビルアーマー、艦船、戦闘機など「乗物」をあらわす。例外的に拠点も存在する。マジック・ザ・ギャザリングのクリーチャーカードに相当する。戦いにおいて主軸となるカード。「ガンダム」「シャア専用ザクII」など。20弾以降はカードの特徴として「MSの系統」「兵器の分類」「専用機の指定」などが追加された。

（特徴欄の例：GN-001 ガンダムエクシアの場合：「エクシア系　MS　専用『刹那・F・セイエイ』」）

### キャラクターカード
アムロ・レイ、シャア・アズナブルといった、ガンダムシリーズのキャラクターを表す。ユニット、ジェネレーション、またはキャラクターと合わせて配置することで、戦闘力アップなどの効果を発揮する。職種としてはパイロットから一般人まで様々。
全てのキャラクターには、主として以下の3つの特徴が設定されている。これらの特徴はサンライズの公式設定に基づいて設定されている。そのため、公式設定が変更されるとカードのテキストもそれに合わせて変更される事が多い（後述の特殊なルール参照）。
20弾以降は、「所属する組織」「その他の特殊な能力、特徴」が追加され、19弾まで存在の「性別」、「年齢」、「特殊能力」は特徴に統合された。また、19弾までのカードのテキストは「【(自動B)：このカードの名称は『（名称）』と同じとする】」を持っていた場合、再録時このテキストは特徴「別名『（名称）』」へ変更された。

（特徴欄の例：マリー・パーファシーの場合：「ソレスタルビーイング　人革連　女性　大人　超兵　別名『ソーマ・ピーリス』」）
- 性別

「男性」と「女性」の二種に分けられる。例外として「ララァ・スン（逆襲のシャア）」「ハロ」には性別が存在しない。
- 年齢

作中の年齢に従い、成年の場合は「大人」。未成年の場合は「子供」に分けられる。例外として、精神的な存在（『逆襲のシャア』版のララァ・スン）、人間ではないキャラクター（ハロ、風雲再起、ティエリア・アーデなどのイノベイド(機動戦士ガンダム00)）は年齢が存在しない。さらに、成年である筈の「シロー・アマダ」「刹那・F・セイエイ」「マリナ・イスマイール」が子供扱いであったり、未成年の「ブライト・ノア（1st）」が大人扱いなど、精神的な要素が反映されているといえる。例えば18歳の「ドレル・ロナ」が大人であり、19歳の「バーナード・ワイズマン」が子供となっている。
- 特殊能力

一部のカードテキストに影響する設定。
- - ニュータイプ能力（NT）

ニュータイプ、強化人間それに類する能力を持つキャラクターはニュータイプ能力を持つ。「サイコミュ」の使用条件に必要など、この能力をもつか否かが様々なカードのテキストに影響される。ゲーム性との兼ね合いからそれほど設定に忠実には作られていない。（例にコズミック・イラにおけるオールレンジ攻撃の使用者がニュータイプ扱い。）
- - ガンダムファイター（GF）

「Gガンダム」作中でモビルファイターに搭乗するキャラクターが持つ能力。これを持たないキャラクターは通常、「MF（モビルファイター）」を持つユニットにセットできない。
- - コーディネーター（CO）

コーディネーターを持つキャラクターのみコーディネーター能力を持つ。NT、GFと違い、一部のカードテキストにのみ影響するが、他の能力ほどゲームに影響しない。

### コマンドカード
ガンダムストーリー内の細かい出来事等を表すカード。使い捨てであり、その場限りの効果を発揮する。ガンダムウォーにおいてはプレイできるタイミングはコマンドごとに規定されている。「赤い彗星」「作戦の看破」など。20弾以降のカードは特徴欄に「破壊」「束縛」など、カードの能力に沿った特徴が記載されている。

### オペレーションカード
ガンダムストーリー内の作戦やイベントを表すカード。場に配置されつづけている限り継続して効果を発揮する。「内部調査」「真の『星の屑作戦』」など。20弾以降のカードはコマンドカード同様に特徴が記載される。

### ACE
24弾エキスパンション「宇宙を駆逐する光」より登場するカード種類（例：ユニコーンガンダム＆バナージ）。単体で「キャラクターがセットされたユニット」として扱われ、各ステップの規定の効果と「ACEを対象とした効果」以外の効果の対象にならない、合計国力の低さに対して戦闘力が高いなどの特徴があるが、テキストの使用、出撃のために指定された枚数の自軍カードをロールする必要がある（ロールコスト）、配備しておけるエースは1枚のみなどの制限に留意する必要がある。

### ジェネレーションカード
支援勢力をあらわすカード。配置することによって、カードのプレイ条件を満たすために必要なコストを満たすために必要なカード。その名の通り元々はデッキの大半を占める基本のカードであったが、「ヴァリアブル」や「ユニーク」といった能力（後述）が登場したことにより、公式大会では半分以下の枚数を入れるのが基本的なデッキ構築となっている。
- 基本Gカード

常に一種類の国力を発生させるジェネレーションカード。デッキに何枚でも入れることができる。過去のカード名は「地球連邦国民」「ジオン公国国民」などであったが、勢力という誤解をされやすいため、15弾以降の新規基本Gは一部のプロモーションカードを除き「(色)基本G」で統一されている。
- 特殊Gカード

国力の発生の他に特殊な能力を持っていたり、場のルールに影響を与えるジェネレーションカード。高機動能力を失わせる「ソロモン海域」、戦闘力を持ったコインを場に出す「中立地区防衛部隊」、手札をハンガーに送る「モルゲンレーテ」など大変強力なカードが多い。これら特殊Gカードは、特殊なルールがない限りデッキに合わせて6枚まで入れることができる。
ヴァリアブル
コマンド/ユニットを持つ特殊能力の一種。（一部のカードを除き）コスト（X）の国力を満たすことで「常に国力を発生させる特殊G」と同じように使用できる効果を持つカード。通常はコマンド/ユニットカードとして使用するが、特殊Gとして場に置く場合は逆さまにして置く（逆さまにすることで特殊Gとしてのテキストが読めるようになっている）。特に、基本Gと同じ効果を持つヴァリアブルカードは実質的に基本Gの上位カードとなっており、現在ではジェネレーションカードに続く第二の基本カードとなっている。
- ユニークGカード

特殊能力「ユニーク」を持つジェネレーションカード。正式名称ではないが、現在のガンダムウォー環境でこの能力を持つカードはジェネレーションカードのみ のため、プレイヤー間では「ユニークG」と呼称される。
特殊Gの上位カードとなっており、常に一種類の国力を発生させる事に加え、特殊な能力も持つジェネレーションカード。カード名に関係なく3枚まで入れることができる。
26弾では通常の特殊Gとして扱われたが、ルール変更により27弾以降は特殊Gの枚数制限に含まれず、デッキ構築時に「ユニーク」「デッキ構築枚数上限」以外のルールにも影響を与えない。これにより基本Gの上位カードとなっており、このゲームにおける第三の基本カードとなっている。

## カードの色
カードには、それぞれ登場勢力や作品毎に決まった色がある。
- 青（地球連邦軍、エゥーゴ、ロンド・ベル、リガ・ミリティア、武者ガンダム系）
回復、生産、防衛を得意とする勢力。原作アニメの主人公達が多く所属する勢力でもある。歴代のガンダムが数多く収録されているほか、大型から小型のユニットやカードの種類も豊富にあり様々な戦いが出来る。初心者〜上級者まで扱いやすい色といえる。
2009年5月発売のタクティカルスターター「異世界からの使者」において、SDガンダムの一部勢力である武者ガンダム系ユニットがリアルタイプにリメイクされ、新たに青勢力に加わることとなった。
- 緑（ジオン公国、デラーズ・フリート、AEU、ユニオン、人革連、アロウズ等）
ダメージを与える、または相手のカードのプレイや場のルールに影響を与える特殊効果やコマンドカードに優れた勢力で、低い国力で生産出来るユニットを多数持ち、速攻に強い。反面、回復においては有効な手段が無いため長期戦には向かない。使い易いユニットが多いが特殊なユニットもいる。初心者〜中級者向けといえる。19弾以前までは生粋のジオン系勢力のみで統一された色であったが、20弾において『機動戦士ガンダム00』の3大国家群が参戦したことでその枠が破られることとなった。
『機動戦士ガンダム00』ジンクス・アヘッド等を初めとする擬似太陽炉搭載機は、一部の例外を除き「機動戦士ガンダム00外伝」のガンダム系ユニット（一部除く）同様、指定国力「緑」と、その他の任意の色を必要とするデュアルカード（後述）として収録されている。
- 黒（ティターンズ、ニューディサイズ、ザンスカール帝国、『機動戦士ガンダム00外伝』系）
場の全体や大量のカードに影響を及ぼす効果が特徴的な勢力。又、カードを直接破壊する能力にも長け、相手の手札に影響を与えるカードも多い。全体除去等1枚で戦況が変わるカードをどう使うべきか戦略が問われ、ドローを補助するカードも場合によっては自分の首を絞めたり、相手を補助する結果になってしまうなど癖が強い。低い国力で配備できるユニットも豊富でパワーもあるが、テキスト上で何らかのデメリットがある、または宇宙・地球どちらかしか出撃できないなどの偏りがあるものが多い。中級者〜上級者向けといえる。
2008年8月発売の21弾「放たれた刃」より収録された「ガンダムアストレア」を初めとする「機動戦士ガンダム00外伝」のガンダム系ユニットは、指定国力「黒」と、その他の任意の色を必要とするデュアルカードとして収録されている。
- 赤（ネオ・ジオン、袖付き、マフティー、クロスボーン・バンガード『機動戦士クロスボーン・ガンダム』系全般[一部除く]）
コマンドカード「作戦の看破」に代表される相手の使ったカードを妨害する能力やサイコミュを用いたユニットが特徴の勢力である。妨害するカードが豊富であるがゆえに、カードの使い方が問われる戦い方になる。公式大会での優勝回数が最も多く、特に強力な勢力といえる。さらに、強力なユニットが立て続けに収録されたことでより強力な勢力となった。
- 茶（『∀ガンダム』『機動新世紀ガンダムX』『機動武闘伝Gガンダム』系全般）
『∀ガンダム』『ガンダムX』『Gガンダム』が所属する勢力。捨て山やジャンクヤードのカードを再利用する能力が特徴。又、『Gガンダム』系はリングエリアでの戦闘に優れている。数多くのオペレーションがあり、それを駆使して戦っていく戦いが主になる。ユニットは他の勢力に対し一歩劣る。中級者〜上級者向けといえる。
- 白（『新機動戦記ガンダムW』『機動戦士ガンダムSEED』系全般、ナイトガンダム系・G-ARMS系）
『ガンダムW』の世界と『ガンダムSEED』を中心とした勢力。強力なモビルスーツと様々なコマンドカードが特徴。重い大型ユニットによって1枚で場を制する事が可能である。初心者向けといえる。比較的バランスが良く様々な状況に対応可能な色だが、カードをプレイするためのコストが他の色に比べ大きいために資源コストの支払いによる本国の減少が著しく、物量戦で不利になりがちな傾向がある。また、プレイの妨害に対処する能力「プリベント」を持つユニット・キャラクターが少ないために展開を妨害されやすいなど、欠点・弱点が多い。回復カードの数値は大きめではあるが、効果の発生にそれなりの代償を伴うカードがほとんどであるため、展開したユニットを除去されないよう守りつつ強力なパワーで押しきるといった戦い方がメインとなる。
青勢力と同じく、2009年5月発売のタクティカルスターター「異世界からの使者」において、SDガンダムのユニットの一部であるナイトガンダムとコマンドガンダムがリアルタイプにリメイクされ、新たに白勢力に加わることとなった。
- 紫（『機動戦士ガンダム00』含む）
どこにも属さない勢力。主に他色の補助等。どの色にも合うため使い勝手が良い。特殊Gとされるカードのほとんどはこの紫Gであり、「モルゲンレーテ」「月面民間企業」といった、一線で使われるカードも少なくない。これらのカードのほとんどはスターターボックスに一枚のみ封入されており、六枚使ってデッキをつくるには六個のスターターを購入しなければならない。スターターは1000 - 2000円するうえに期間限定の商品であるため、所得のないプレイヤーからは敬遠される大きな原因となっている。
2007年8月発売の「変革の叛旗」において『機動戦士ガンダム00』勢力のカードが収録された。この勢力のうち「ソレスタルビーイング」に属するカードは「指定国力00」と呼ばれる特殊な指定国力を持ち、所属が「紫」でありながら、任意の2色の指定国力を満たす事でプレイ可能となる。そのため必然的に2色以上の混色デッキでの運用が前提になるので、これらのカードを用いる際は、国力の発生バランスをより考慮してデッキを構築する必要がある。これらのカードのプレイ方法については、下記「デュアルカード」の項を参照されたい。
- デュアルカード
プレイするために2色の指定国力を必要とするカード。（青と赤、緑と黒など）指定国力の制約がある代わりに合計国力は低めで、効果も大きい。
「指定国力00」を持つ「ガンダムエクシア」などのカードもこれに分類される。
2008年8月発売の21弾「放たれた刃」で「ガンダムアストレア」などの、2色のうち片方を指定された指定国力と紫の指定国力を持ったユニットの登場により、「指定国力00」は「紫の指定を含むデュアルカード」に用語が変更された。さらに2009年9月18日のエラッタによりプレイ条件が厳しくなり、以下の条件のうちどちらかを満たさなければプレイできなくなった。
  - 自軍の場に3色以上の国力が発生しており、そのうちの2色を用いて指定国力を満たす。
  - 2色の国力が発生している状態でプレイしたい場合は、どちらか片方の紫国力を「紫基本G」で満たさなければならない。

このエラッタにより、今までどの2色デッキにも気軽に入れることができた「紫の指定を含むデュアルカード」は、使用条件を今まで以上に吟味して採用することが求められるようになった。

## 基本的なルール
1. 対戦は2名のプレイヤーにより1対1で行われる。プレイヤーは「自軍」「敵軍」と呼称される。
2. 双方のプレイヤーは、ルール制限に従って50枚ちょうどで一組のカードで構成された「デッキ」を持つ。各プレーヤーはこのデッキの上から6枚のカードを最初の手札として引き、残ったデッキは「本国」として置かれる。
3. 各々のプレイヤーは、後述する進行手順に従い自分のカードを場に出し、定められた方法で（基本的には自分のターンに）相手の場のカードを攻撃する。
4. 攻撃を受けた際、防衛側プレイヤーはカードを場に出し防御する。これによって防ぎきれなかったダメージは、特別な場合を除き無効となる。本国にダメージを与えるには、相手に防御させず直接敵本国に攻撃する必要がある。
5. 以上を繰り返し、本国が0枚になるか、その他の敗北条件を満たしたプレイヤーは、敗北となる。

### ゲームの進行手順
双方のプレイヤーが各々の手番（ターンと呼ぶ）を交互に実行することでゲームを進める。
プレイヤーあたりのターンは、以下のような手順を順に行うことで実行される。以下では、最新のルールを紹介する。
1. リロールフェイズ：前のターンまでに使用していたカードを、自ターンが巡ってくることで使用可能な状態に回復することを表す。
2. ドローフェイズ：自分の山札からカードを1枚引く行動を行うフェイズ。
3. 配備フェイズ：手札に持っているカードを場に出すフェイズ。ユニット、キャラクター、ジェネレーション、オペレーション、ACEの5種類は、通常このフェイズにのみ場に出すことができる。
4. 戦闘フェイズ：自分が操作しているユニットを使って相手プレイヤーと戦闘をすることができる。このゲームの一番の醍醐味である。戦闘フェイズは「攻撃・防御・ダメージ判定・帰還」の各ステップによって構成される。
5. 攻撃ステップ：攻撃側のプレーヤーがユニットを出撃させる。対して防御側のプレイヤーは、「換装」を持つユニットの換装を行うことが出来る。
6. 防御ステップ：防御側のプレーヤーがユニットを出撃させる。
7. ダメージ判定ステップ：攻撃側と防御側、互いの部隊がダメージの応酬を行うステップ。このステップ開始時に防御側のユニットが一枚も無い場合や、その他の条件が満たされている場合、そのダメージは本国に与えられる。
8. 帰還ステップ：出撃させたユニットを自軍配備エリアに戻すステップ。出撃したユニットはロール状態（出撃不可の状態）で戻る。
9. ターン終了：ユニットが受けたダメージのリセットや、ターン終了時に発生する効果の解決、手札枚数の調整を行う。「PS装甲」の効果は最後のタイミングで解決される。このタイミングではターン終了時に発生する効果以外は発動させることができず、カードをプレイすることもできない。

## 特殊なルール

### 同一名称として扱われるカード
『劇場版 機動戦士Ζガンダム』において「ロザミア・バダム」の名前が「ロザミア・バタム」に変更されたことにより制定された異例のルール。当初は「ロザミア・バダム」と「ロザミア・バタム」のカードはテキストに記述が無い場合でも、同じ名称のカードとして扱われるというルールが追加されるのみであった。このルールの制定後、次いで「ウェス・マーフィ」と「ウェス・マーフィー」、「シュタイナー・ハーディー」と「ハーディー・シュタイナー」も同じように扱うというルールが追加された。

### エラッタ
チャンピオンシップなどの公式大会で用いられる特殊ルール。カードのテキストを、別のテキストに置き換えてゲームを進行する。どのカードが該当するかは事前に公式ホームページで確認しなければならない。ゲームバランスを整えるのが目的で、小さな変更から大きな変更まである。しかし、そのほとんどが元のカードの原型を残さないほど大幅な変更であり、修正されるカードも発売前からゲームバランスを破綻させることが容易に想像できるパワーカードばかりである。場合によってはそのカード自体にエラッタが適用されず、組み合わされて使われる別のカードにエラッタが適用され、全く関係ないデッキ構築にまで悪影響を及ぼすという事態も発生しうる。

### メンテナンス中カード
チャンピオンシップなどの公式大会で用いられる特殊ルール。いわゆる禁止カード。一部のカードはテキストに記述が無い場合でも、デッキに入れることができない。どのカードが該当するかは事前に公式ホームページで確認しなければならない。2008年4月現在、国力ブーストキャラと呼ばれる各色を代表する紫を除く6種類のキャラクターカードや、1枚で2つの国力を発生できるGカードなどが挙げられる。

### 制限カード
チャンピオンシップなどの公式大会で用いられる特殊ルール。一部のカードはテキストに記述が無い場合でも、デッキに1枚しか入れることができない。どのカードが該当するかは事前に公式ホームページで確認しなければならない。

## エキスパンションリスト
- 第1弾 1999年2月下旬発売
発売型式 スターターボックス&ブースターパック
全200種類（スターター専用カード20種類も含む）
- 第2弾（撃墜王出撃） 1999年6月下旬発売
発売型式 ブースターパック
全110種類

『機動戦士ガンダム 第08MS小隊』『∀ガンダム』が初登場。それに伴い茶勢力が追加された。
- ドラマチックスターター1（決戦!星一号作戦&宇宙要塞ア・バオア・クー） 1999年9月下旬発売
発売型式 スターターボックス
全49種類（両方あわせて。ただし、枚数が重複するカードは除く）
- 第3弾（宇宙の記憶）1999年10月下旬発売
発売型式 ブースターパック
全130種類

『機動戦士ガンダム0083 STARDUST MEMORY』が初登場。
- 第4弾（新しき翼） 2000年2月下旬発売
発売型式 スターターボックス&ブースターパック
全204種類（スターター専用カード24種類も含む）

『新機動戦記ガンダムW』が初登場。これに伴い白勢力が追加された。
- ドラマチックスターター2（正義の創痕&黒い波動&紅き脅威） 2000年6月下旬発売
発売型式 スターターボックス
全80種類（3つあわせて。ただし、枚数が重複するカードは除く）
- 第5弾（永久の絆） 2000年8月下旬発売
発売型式 スターターボックス&ブースターパック
全224種類（スターター専用カード24種類、スターター専用再録カード20種類も含む）

『機動戦士ガンダム0080』が初登場。
- ドラマチックブースター1（一年戦争編） 2000年12月下旬発売
発売型式 ブースターパック
全66種類
- 第6弾（新世紀の鼓動） 2001年2月下旬発売
発売型式 スターターボックス&ブースターパック
全220種類（スターター専用カード20種類、スターター専用再録カード20種類も含む）

『機動戦士ガンダムF91』『機動戦士Vガンダム』が初登場。
- 入門用スターター 2001年4月下旬発売
発売型式 スターターボックス
全108種類（Aセット&Bセット一式分。ただし、枚数が重複するカードは除く。また、カードは一部テキストなしの簡略化バージョン）
- ドラマチックブースター2（ウイング/ターンA編） 2001年6月中旬発売
発売型式 ブースターパック
全66種類
- 第7弾（革新の波濤） 2001年8月上旬発売
発売型式 スターターボックス&ブースターパック
全220種類（スターター専用カード20種類、スターター専用再録カード20種類も含む）

『機動戦士ガンダム 逆襲のシャア』が初登場。
- ベースドブースター1 2001年11月下旬発売
発売型式 ブースターパック
全240種類（新規84種類と再録156種類）
- 第8弾（月下の戦塵） 2002年2月下旬発売
発売型式 スターターボックス&ブースターパック
全207種類（スターター専用カード21種類、スターター専用シンボルカード6種類も含む）

『機動新世紀ガンダムX』が初登場。
- ドラマチックスターター3（ギレンの野望編） 2002年6月中旬発売
発売型式 スターターボックス
全87種類（2つ合わせて、ただし、枚数が重複するカードは除く。シンボルカード4種類も含む。）

過去のカードの再発売を含めた大型エキスパンション。
- 第9弾（相剋の軌跡） 2002年8月上旬発売
発売型式 スターターボックス&ブースターパック
全207種類（スターター専用カード21種類、スターター専用シンボルカード6種類も含む。）

『機動戦士ガンダムSEED』が初登場。
- ベースドスターター&ベースドブースター2 2002年11月下旬発売
発売型式 スターターボックス&ブースターパック
全375種類（ベースドスターターのみ、ベースドブースター1から一部選出した分などを含む。また、スターター専用シンボルカード2種類も含む。）
- 第10弾（刻の末裔） 2003年2月下旬発売
発売型式 スターターボックス&ブースターパック
全207種類（スターター専用カード21種類、スターター専用シンボルカード6種類も含む。）

『機動戦士クロスボーン・ガンダム』が初登場。
- ドラマチックスターター4（ガンダムSEED編・栄光のザフト）&ドラマチックブースター3（ガンダムSEED編） 2003年5月下旬発売
発売型式 スターターボックス&ブースターパック
全65種類（両方合わせて。プロモカードも含む。また、スターターのみ枚数が重複するカードは除く）
- 第11弾（蒼海の死闘） 2003年8月上旬発売
発売型式 スターターボックス&ブースターパック
全207種類（スターター専用カード21種類、スターター専用シンボルカード6種類も含む。）
- セレクテッドブースター（赤い彗星 シャア編） 2003年11月下旬発売
発売型式 ブースターパック
全36種類（全て再録）

人気キャラクターシャア・アズナブルを題材にしたカードのみを集めたファン要素の高いブースター。
- コラボレーションブースター1（ガンダムエース編） 2003年12月下旬発売
発売型式 ブースターパック
全84種類（オリジンWARカード48種類とガンダムエースカード36種類）

月刊ガンダムエース紙上にて連載された作品を題材としたブースター。
- 第12弾（宿命の螺旋） 2004年2月下旬発売
発売型式 スターターボックス&ブースターパック
全207種類（スターター専用カード21種類、スターター専用シンボルカード6種類も含む）
- BB3スターター&ベースドブースター3 2004年5月下旬発売
発売型式 スターターボックス&ブースターパック
全366種類（BB3スターターのみ、ベースドブースター1&2から一部選出した分等も含む）
- 第13弾（烈火の咆哮） 2004年8月中旬発売
発売型式 スターターボックス&ブースターパック
全207種類（スターター専用カード21種類、スターター専用シンボルカード6種類も含む。）

『機動戦士ガンダム 閃光のハサウェイ』、『機動戦士ガンダムSEED DESTINY』が初登場。
- 拡張シートVer1 2004年10月下旬発売
発売型式 ジャンボカードダス自販機
全28種類（内20種類は、DS1&DS2からの再録）
- 戦場の女神 2004年11月下旬発売
発売型式 ブースターパック
全58種類（通常カード57種類+シークレットレアカード1枚）
- シークレットレアカードが初登場。
- 拡張シートVer2 2005年1月末発売
発売型式 ジャンボカードダス自販機
全28種類（内20種類は、DB1&DS4からの再録）
- 第14弾（果てなき運命[さだめ]） 2005年2月下旬発売
発売型式 スターターボックス&ブースターパック
全216種類（スターター専用カード21種類、スターター専用IXホイルカード[箔押し、裏面は9分割パズル]9種類、パラレルレア12種類[スターターとブースターではイラストが違う]も含む）
- ドラマチックスターター5（ガンダムSEED DESTINY編・閃光のミネルバ）&ドラマチックブースター4（ガンダムSEED DESTINY編） 2005年5月下旬発売
発売型式 スターターボックス&ブースターパック
全63種類（両方合わせて。また、スターターのみ枚数が重複するカードは除く）
- 第15弾（禁忌の胎動） 2005年8月下旬発売
発売型式 スターターボックス&ブースターパック
全216種類（スターター専用カード21種類、スターター専用IXホイルカード[箔押し、裏面は9分割パズル]9種類、パラレルレア12種類[スターターとブースターではイラストが違う]も含む。）
- ドラマチックブースター5（機動戦士Ζガンダム The Movie） 2005年11月上旬発売
発売型式 ブースターパック
全37種類（通常カード36種類+シークレットレアカード1枚）
- タクティカルスターター1（疾風の砲火&戦乱の兇刃[きょうじん]） 2005年11月下旬発売
発売型式 スターターボックス
全62種類（両方あわせて。ただし、枚数が重複するカードは除く）
- 第16弾（覇王の紋章） 2006年2月下旬発売
発売型式 スターターボックス&ブースターパック
全216種類（スターター専用カード21種類、スターター専用IXホイルカード[箔押し、裏面は9分割パズル]9種類、パラレルレア12種類[スターターとブースターではイラストが違う]も含む。）

『機動武闘伝Gガンダム』が初登場。カードデザインが初変更。
- 覇王の紋章・拡張シートVer. 2006年2月下旬発売
発売型式 ジャンボカードダス自販機
全19種類（一部は覇王の紋章と重複。また、ジェネレーションカードのみ枚数が重複する。）
- ドラマチックブースター6（ガンダム・ザ・ガンダム編） 2006年5月下旬発売
発売型式 ブースターパック
全61種類（通常カード60種類+シークレットレアカード1枚）
- タクティカルスターター2（爆炎の決闘場[リング]） 2006年5月下旬発売
発売型式 スターターボックス
全32種類（枚数が重複するカードは除く）
- 第17弾（不敗の流派） 2006年8月下旬発売
発売型式 スターターボックス&ブースターパック
全216種類（スターター専用カード21種類、スターター専用IXホイルカード[箔押し、裏面は9分割パズル]9種類、パラレルレア12種類[スターターとブースターではイラストが違う]も含む。）
- エクステンションブースター 2006年11月下旬発売
発売型式 ブースターパック
全302種類（新規50種類と再録252種類、パラレルレア4種類も含む。）
- 戦場の女神コインプラス 2006年12月下旬発売
発売型式 ブースターパック
全24種類（再録ユニットカード12種類、新規Gカード12種類）
- 第18弾（戦慄の兵威） 2007年2月下旬発売
発売型式 スターターボックス&ブースターパック
全218種類（スターター専用カード21種類、スターター専用IXホイルカード[箔押し、裏面は9分割パズル]9種類、パラレルレア12種類[スターターとブースターではイラストが違う]も含む。また、シークレットパラレル2枚も含む。）
- ドラマチックブースター7（前線のフォトグラフ） 2007年5月下旬発売
発売型式 ブースターパック
全56種類（通常カード54種類+シークレットレアカード2枚）
- 第19弾（変革の叛旗） 2007年8月下旬発売
発売型式 スターターボックス&ブースターパック
全217種類（スターター専用カード21種類、スターター専用IXホイルカード[箔押し、裏面は9分割パズル]9種類、パラレルレア12種類[スターターとブースターではイラストが違う]、スターター専用レアカード1枚、ブースター専用レアカード1枚も含む。）

『機動戦士ガンダム00』が初登場。『ガンダム・センチネル』を本格収録。
PS3ゲーム『ガンダム無双』に登場する「真武者ガンダム」を収録。
- トライアルスターター（猛き濁流&白き光芒） 2007年11月上旬発売
発売型式 スターターボックス
全51種類（両方あわせて、プロモーションカードも含む。枚数が重複するカードは除く。また、エクステンションブースター2の先行収録カード4枚も含む。）
- エクステンションブースター2 2007年11月下旬発売
発売型式 ブースターパック
全300種類（新規48種類と再録252種類）
- 第20弾（流転する世界） 2008年2月下旬発売
発売形式 スターターボックス&ブースターパック
全238種類（スターター専用カード24種類、10thレア[箔押し]バージョン26種類、パラレルレア16種類[スターターとブースターではイラストが違う]も含む。）

紫勢力（『機動戦士ガンダム00』）を本格収録。
『クルセイドシステム』と共通したカードデザインの採用、テキストの合理化が行われる。
スターター・ブースター共に「10thレア（金縁の外枠と数値フォントがあしらわれ、『10th』のロゴが入っている）カード）」が封入されている場合あり。
- DXタクティカルスターター1（知路の猛将&迅雷の騎兵） 2008年5月下旬発売
発売形式 スターターボックス
全70種類（両方あわせて、枚数が重複するカードは除く。）
- 第21弾（放たれた刃） 2008年8月上旬発売
発売形式 スターターボックス&ブースターパック
全249種類（スターター専用カード24種類、10thレア[箔押し]バージョン28種類、パラレルレア14種類[スターターとブースターではイラストが違う]も含む。）

『機動戦士ガンダム00P』が初登場。
- 戦場の女神2 2008年11月中旬発売
発売形式 ブースターパック
全58種類（通常57種類+シークレットレアカード1枚）

新カードグラビアGを収録。人気美少女イラスト作家を起用したビジュアルを楽しむためのカード。クエスGはあきまん、ラクスGは七瀬葵、シークレット特殊G「変革をもたらす者」は高河ゆんの書き下ろしである。
- 第22弾（武神降臨） 2009年2月中旬発売
発売形式 スターターボックス&ブースターパック
全211種類（スターター専用カード24種類、アドバンスレア[箔押し]&パラレルレア14種類[スターターとブースターではイラストが違う]も含む。）
- DXタクティカルスターター2 （破壊と再生の剣&異世界からの使者） 2009年5月中旬発売
発売形式 スターターボックス
全62種類（両方合わせて、枚数が重複するカードは除く。パラレルレア&アドバンスレア[箔押し]12種類も含む。）

『SDガンダム』が初登場。
- 第23弾（栄光の戦史[アーカイブ]） 2009年8月上旬発売
発売形式 スターターボックス&ブースターパック
全211種類（スターター専用カード24種類、アドバンスレア[箔押し]&パラレルレア14種類[スターターとブースターではイラストが違う]も含む。）

『機動戦士ガンダム00F』を本格収録。
『機動戦士ガンダムUC』『機動戦士ガンダム戦記（PS3）』が初登場。
- エクステンションブースター3 2009年11月中旬発売
発売形式 ブースターパック
全301種類（新規50種類（通常レア41種類+アドバンスレア[箔押し]7種類+基本G2種類）と再録251種類（通常カード250種類+シークレットレアカード1枚[再録、箔押し]））
紫基本Gが追加された。
- 第24弾（宇宙[そら]を駆逐する光）[プレリュードスターター]2010年2月中旬発売[ブースター]2010年3月上旬発売
発売形式 スターターボックス&ブースターパック
全235種類（両方合わせて。ただし、スターターのみ再録カードありで、枚数が重複するカードは除く。アドバンスレア[箔押し]はスターター専用6種類とブースター専用7種類、パラレルレア12種類[スターターとブースターではイラストが違う]、ブースター専用イノベイティブレア[レインボー箔押し]6種類も含む。）
新種類カード「ACE」を収録開始。
- 乱世に生きる漢たち 2010年5月中旬発売
発売形式 ブースターパック
全64種類（通常カード63種類+シークレットレアカード1枚）

名台詞Gカードを収録。カミーユGとトレーズGは羽音たらく、シャアGは夏元雅人、東方不敗Gとシークレットコマンド「乱世に生きる漢たち」は千葉道徳の書き下ろしである。
- 第25弾（双極の閃光）[プレリュードスターター]2010年7月中旬発売[ブースター]2010年8月上旬発売
発売形式 スターターボックス&ブースターパック
全236種類（両方合わせて。ただし、スターターのみ再録カードありで、枚数が重複するカードは除く。スターター専用レアカード1種類、アドバンスレア[箔押し]はスターター専用6種類とブースター専用7種類、パラレルレア12種類[スターターとブースターではイラストが違う]、ブースター専用イノベイティブレア[レインボー箔押し]6種類も含む。）
- DXウイナーズスターター（蒼空の覇者） 2010年9月下旬発売
発売形式 スターターボックス
全24種類（全て再録、枚数が重複するカードは除く）

構築済みの青単色デッキ。
- コラボレーションブースター2（ガンプラ30thアニバーサリーエディション） 2010年10月下旬発売
発売形式 ブースターパック
全81種類
- 第26弾（戦いという名の対話） 2010年11月中旬発売
発売形式 スターターセット&ブースターパック
全173種類（スターター専用カード20種類、アドバンスレア[箔押し、内スターター専用3種類も含む]10種類、ブースター専用イノベイティブレア[レインボー箔押し]6種類も含む。）

『劇場版 機動戦士ガンダム00 -A wakening of the Trailblazer-』『機動戦士ガンダム シルエットフォーミュラ91』が初登場。
- 戦場の女神Advent 2010年12月下旬発売
発売形式 ブースターパック
全64種類（Gレア13種類[7種類新規+6種類再録]も含む。）

戦場の女神1&コインプラス&2からのベストセレクション。
- ウイナーズブースター01 2011年1月下旬発売
発売形式 ブースターパック
全81種類（全て再録。再録アドバンスレア[箔押し、新規イラスト]3種類も含む）
- 第27弾（雷鳴の使徒） 2011年2月下旬発売
発売形式 スターターセット&ブースターパック
全173種類（スターター専用カード20種類、アドバンスレア[箔押し、内スターター専用3種類も含む]10種類、ブースター専用イノベイティブレア[レインボー箔押し]6種類も含む）
- ウイナーズスターター2（純白の鋼翼） 2011年3月下旬発売
発売形式 スターターボックス
全26種類（全て再録、枚数が重複するカードは除く）

構築済みの白単色デッキ。
- 第28弾（絶対戦力） 2011年5月中旬発売
発売形式 スターターセット&ブースターパック
全173種類（スターター専用カード20種類、アドバンスレア[箔押し、内スターター専用3種類も含む]10種類、ブースター専用イノベイティブレア[レインボー箔押し]6種類も含む）

『機動戦士ガンダム00I』が初登場。
ガンダムウォー最後のエキスパンション。

## 関連商品
- ガンダムウォーオフィシャルバインダー
1999年10月下旬発売
ナインポケットリフィル10枚&プロモカード・百式（第1弾からの再録）付き。
- ガンダムウォーオフィシャルプレイシート
1999年10月下旬発売
プロモカード・ガンダム試作1号機フルバーニアン付き。
- ガンダムウォーオフィシャルバインダー2
2000年12月下旬発売
ナインポケットリフィル10枚&プロモカード・シャア専用ザクII付き。
- ガンダムウォーオフィシャルデッキケース
2001年6月中旬発売
- ガンダムウォーオフィシャルバインダー3
2002年6月中旬発売
ナインポケットリフィル10枚&プロモカード・ギレンの野望付き。
- ガンダムウォーオフィシャルバインダー4
2003年2月下旬発売
ナインポケットリフィル10枚&プロモカード・望まれぬ対立付き。
- ガンダムウォーオフィシャルバインダー5
2003年8月上旬発売
ナインポケットリフィル10枚&プロモカード・REDとBLUE付き。
- ガンダムウォーオフィシャルバインダー6
2004年2月下旬発売
ナインポケットリフィル10枚&プロモカード・メビウスの輪付き。
- ガンダムウォーDXストレージボックス
2004年9月上旬発売
プレイシート1枚&デッキケース1個&プロモカード・シャングリラの少年付き。
- ガンダムウォーオフィシャルバインダー7
2005年2月下旬発売
ナインポケットリフィル10枚&プロモカード・果てなき運命（さだめ）付き。
- ガンダムウォーオフィシャルバインダー8
2005年8月下旬発売
ナインポケットリフィル10枚&プロモカード・未来への彷徨付き。
- ガンダムウォーオフィシャルデッキケース&スリーブセット（初回限定生産商品）
2006年2月下旬発売
デッキケース1個+カードスリーブ1組（50枚）&プロモカード1種
- ガンダムウォーオフィシャルバインダー9
2006年8月下旬発売
ナインポケットリフィル10枚&プロモカード・王者の風付き。
- ガンダムウォーオフィシャルカンデッキケース Vol.1 ジオンシリーズ「シャア専用」「ジオン公国軍」Vol.2 Z.A.F.T FAITHシリーズ「シン・アスカ」
2007年2月下旬発売
缶タイプデッキケース+特製シンボルカード
- ガンダムウォーオフィシャルカンデッキケース Vol.1 ジオンシリーズ「ランバ・ラル」「黒い三連星」「シン・マツナガ」「ジョニー・ライデン」Vol.2 Z.A.F.T FAITHシリーズ「アスラン・ザラ」「ハイネ・ヴェステンフルス」「レイ・ザ・バレル」
2007年3月下旬発売
缶タイプデッキケース+特製シンボルカード
- ガンダムウォープラチナムバインダー
2007年8月下旬発売
ナインポケットリフィル10枚&プロモカード・未熟な技量付き。
- ガンダムウォー10thコレクションボックス（完全限定商品）
2007年12月下旬発売
"10thYear"プロモカード（10枚）、"10thYear"メモリアルプレイシート、"10thYear"メモリアルスリーブ（60枚）、"10thYear"メモリアルバインダー（ナインポケットリフィル10枚）、記念冊子"ガンダムウォービジュアルライナーノーツ"、メモリアルDVD"ヒストリー・オブ・ガンダムウォー"付き。
- ガンダムウォーオフィシャルカンデッキケース ソレスタルビーイング編「刹那・F・セイエイ」「ロックオン・ストラトス」「アレルヤ・パプティズム」「ティエリア・アーデ」
2008年2月下旬発売
缶タイプデッキケース+特製メタリック仕様シンボルカード
- ブースタードラフトエントリーパック
2008年6月上旬発売
エクステンションブースター×2パック、エクステンションブースター2×2パック、流転する世界×1パック+プロモカード・ガンダムスローネアイン&トリニティ付き。
- ガンダムウォーダブルオー・ダブルサプライパック
2008年8月上旬発売
『機動戦士ガンダム00』をモチーフにしたデザインのバインダー（ナインポケットリフィル10枚）&スリーブ（60枚）のセット。
- ブースタードラフトエントリーパック2
2008年10月中旬発売
エクステンションブースター×1パック、エクステンションブースター2×2パック、放たれた刃×2パック+プロモカード・ガンダムエクシア+GNアームズTYPE-E&GNアームズ付き。
- ガンダムウォーオフィシャルスリーブコレクション「ラクス・クラインVer」「ソレスタルビーイングガールズVer」
2008年11月中旬発売
カードスリーブ1組（60枚）

ラクス・クラインは平井久司、ソレスタルビーイングガールズは高河ゆんの書き起こし。
- ブースタードラフトエントリーパック09
2009年4月中旬発売
エクステンションブースター×1パック、エクステンションブースター2×2パック、武神降臨×2パック+プロモカード・アヘッド近接戦闘型「サキガケ」&ワンマンアーミー付き。
- ガンダムウォー&ガンダムクロニクルバトライン バインダー ガンダム30thanniversary
2009年8月下旬発売
ガンダムウォーとガンダムクロニクルバトラインの共用バインダー（ナインポケットリフィル10枚）&ガンダムウォープロモカード・Gの系譜（新イラスト）+ガンダムクロニクルバトラインプロモカード・ガンダム（スーパーナパーム）付き。
- ブースタードラフトエントリーセット
2009年12月中旬発売
エクステンションブースター2×1パック、栄光の戦史×2パック、エクステンションブースター3×2パック+プロモカード・GNアーチャー&正義の女神（新イラスト）付き。
- ブースタードラフトエントリーセット2010 1stSEASON
2010年4月中旬発売
エクステンションブースター2×2パック、エクステンションブースター3×2パック、宇宙を駆逐する光×1パック+プロモカード・ガンダム&ガンダムエクシア（1種固定封入）&変革の目撃者（異なるイラスト4種のうちランダムで1枚封入）付き。
- ブースタードラフトエントリーセット2010 2ndSEASON
2010年10月中旬発売
エクステンションブースター2×2パック、エクステンションブースター3×2パック、双極の閃光×1パック+プロモカード・∀ガンダム&フリーダムガンダム（1種固定封入）&変革の目撃者（異なるイラスト4種のうちランダムで1枚封入）付き。
- 戦場の女神バインダー
2010年12月下旬発売
ナインポケットリフィル10枚&ザクウォーリア(ルナマリア・ホーク機)&ルナマリア・ホーク（どちらも戦場の女神からの再録）付き。
- ブースタードラフトエントリーセット2011 Vol.01
2011年4月下旬発売
双極の閃光×2パック、戦いという名の対話×2パック、雷鳴の使徒×1パック+プロモカード・サイコガンダム&サイコガンダムMk-II（1種固定封入）&運命に翻弄される者（異なるイラスト4種のうちランダムで1枚封入）付き。

## イベント・キャンペーン

### Gガンダム参戦アンケート
2005年に『機動武闘伝Gガンダム』が参戦するさいに公式ホームページにおいて行われた、ユーザーアンケート。内容は『機動武闘伝Gガンダム』の参戦に賛成か否か？というものであり、反対票が多かった場合には参戦を見送るという趣旨が告知された。投票権はバンダイの運営するネットサービス「Lalabit」の会員権一つにつき一票が与えられた。このアンケートの結果賛成票が半数以上を占めたことにより『機動武闘伝Gガンダム』が参戦することとなった。
この「Lalabit」の会員権の数だけ投票数が増加するアンケートシステムについては投票数の工作が容易であるとユーザーから批判が多く噴出され、公式ホームページ内BBSにおいても論議を巻き起こした。

## 評価・問題点
一見使いどころが無さそうカードでもデッキ構築次第で充分に活用出来、デッキの構築次第によって様々な戦略が広げられる。また、ゲームデザイナー側が意図的に専用デッキを想定したカードを収録している例もある（ラフレシアを中心とした「ラフレシアデッキ」など）。
絶妙なゲームバランスが保たれており、かつては公式大会での使用禁止カードなどはなかったが、ベースドブースター3・第13弾エキスパンション「烈火の咆哮」以降それが崩れる。これはカードテキスト、特に各色のデッキの中心になりそうなカードに対する強力な対策カード、いわゆる「パワーカード」と呼べるものが極端に増えた事で「パワーカードをパワーカードで抑える」といった流れになってしまったためである。
「烈火の咆哮」の発売でそのピークを迎え、「ゲームスピードが異常に早くなる」「特定カードの組み合わせのコンボによって、相手に何もさせずに勝利する」といった極端なプレイ内容に傾倒しがちだった。のちにルールの大幅な改訂・修正が行われた（特定カードの枚数、および使用回数制限など）結果、事態は沈静化するものの、パワーカードが頻発する傾向は未だにやや強めの傾向がある。無論、サイドボードの適切な入れ替えや、カード同士のテキストを上手く組み合わせる事で対処は十分に可能であり、それらパワーカードに対する攻略法を見つけることも醍醐味の一つである。
しかし、ある既存カードと組み合わせることで手の付けられない性能を発揮するカードが新登場するというパターンが散見され、新カードのみならず既存カードまでエラッタを受けてしまい、他のデッキにまで影響を及ぼすという現象が発生している。その後も相次ぐパワーカードの登場によってカードゲームとしてはもはや駆け引きが成り立たない状態に陥り、2011年10月20日に「ガンダムウォーネグザ」としてゲーム環境をリセットすることに至った。
収録されたカードの枚数が膨大な量のため、過去のカードと新しいカードでテキストの記述、ルールの解釈に矛盾や齟齬が生じる場合もある。この場合、解決には公式サイトのルールQ＆Aを覗くのが近道だが、その数も数百に及ぶために検索に手間がかかる。公式Q＆Aで解決されていない事態についてはジャッジの指示に従うことが前提とされている。

## ガンダムウォーネグザ
2011年10月から、今までのガンダムウォー/クルセイドシステムのルールが大幅な変更され、ガンダムウォーネグザ（GUNDAM WAR NEX-A）として、全面リニューアルされた。
ガンダムウォーのカードは、一部のカードを除き制限付きで使用可能だが、「GWフォーマット」は採用されていない大会で使用できない。

### カードリスト
- 『機動戦士ガンダムトレーディングカードゲーム 『ガンダムウォー』コンプリートカードガイド VOL.1』　池上りき・冒険企画局、新紀元社、2000年。
- 『機動戦士ガンダムトレーディングカードゲーム 『ガンダムウォー』コンプリートカードガイド VOL.2』　池上りき・冒険企画局、新紀元社、2001年。
- 『機動戦士ガンダムトレーディングカードゲーム 『ガンダムウォー』コンプリートカードガイド VOL.3』　冒険企画局、新紀元社、2003年。
- 『機動戦士ガンダムトレーディングカードゲーム 『ガンダムウォー』コンプリートカードガイド VOL.4』　冒険企画局、新紀元社、2004年。
- 『機動戦士ガンダムトレーディングカードゲーム 『ガンダムウォー』コンプリートカードガイド VOL.5』　池上りき・冒険企画局、新紀元社、2007年。